# Puskás Aréna
Puskás Aréna je víceúčelový stadion sloužící zejména pro fotbal v Budapešti. Kapacita stadionu je 67 215 diváků. Kromě toho stadion slouží jako kulturní zařízení s možností pořádání koncertů. Tento stadion využívá při koncertních turné mnoho zpěváků a hudebníků. Stadion byl postaven na místě starého Stadionu Ference Puskáse.

## Historie
Plány na nový národní stadion byly zveřejněny v říjnu 2008. Měl nabídnout 31 200 sedadel a mohl být v případě potřeby rozšířena o 12 500 míst. To by zahrnovalo 34 VIP boxů, 1200 obchodních a 200 VIP křesel. Měl by splňovat všechny mezinárodní požadavky. Nakonec však tyto plány nebyly realizovány.
V roce 2011 UEFA oznámila, že k 60. výročí mistrovství Evropy ve fotbale 2020 bude hostit na stadionech v různých evropských zemích. Na jaře 2014 se maďarské sdružení MLSZ přihlásilo s budoucím stadionem jako místo pro mistrovství Evropy ve fotbale 2020. Politik László Vigh oznámil již 23. dubna 2013 výstavbu nového národního stadionu s 65 000 místy. Záměrem nové fotbalové arény bylo zbourat Stadion Ference Puskáse a zachovat staré zdi stadionu. Výstavba by měla být zahájena na konci roku 2014 a dokončena po třech letech.
V květnu 2015 byla kritizována politika odpovědnou za projekt, protože byly enormně zvýšeny náklady a že plány výstavby stadionu by měly být zjednodušeny. Samotný stadion měl být nakonec postaven podle plánu, ale ostatní plánovaná zařízení pro jiné sporty, jako je atletická dráha pod střechou stadionu, musí být vymazána a konstrukce musí být zaměřena pouze na organizaci fotbalových zápasů. Zahájení výstavby nastalo na začátku dubna 2017.
Aréna byla slavnostně otevřena 15. listopadu 2019 přátelským utkáním mezi Maďarskem a Uruguayí.
Společně s Allianz Arenou budou hostit zápasy skupiny F v mistrovství Evropy ve fotbale 2020.

## Současnost
V oblasti poblíž stadionu nyní vzniká hotelový komplex, který se po svém dokončení stane největším zařízením svého druhu v Budapešti. Na realizaci projektu, jehož dokončení je plánováno na prosinec roku 2021, a jenž vyjde v přepočtu na zhruba miliardu korun, pracují firmy z české skupiny Premiot.